# Паладжанело
Паладжанѐло (на италиански: Palagianello, на местен диалект Palascianijdd, Палашанийд) е град и община в Южна Италия, провинция Таранто, регион Пулия. Разположен е на 130 m надморска височина. Населението на града е 7897 души (към 1 февруари 2010).